# Eliséo Rivero
Eliséo Roque Rivero Pérez (ur. 27 grudnia 1957 w Montevideo) – piłkarz urugwajski, obrońca. Wzrost 167 cm, waga 71 kg.
Wychowanek klubu Danubio FC, w którym w 1978 rozpoczął karierę zawodowego piłkarza. Jako gracz klubu Danubio był w kadrze reprezentacji Urugwaju podczas turnieju Copa América 1983, gdzie Urugwaj został mistrzem Ameryki Południowej. Rivero nie zagrał w żadnym meczu.
W 1985 został graczem klubu CA Peñarol, wraz z którym zdobył w tym samym roku mistrzostwo Urugwaju. Jako gracz Peñarolu był w kadrze reprezentacji Urugwaju podczas finałów mistrzostw świata w 1986 roku. Urugwaj dotarł do 1/8 finału, a Rivero zagrał w ostatnim meczu z Argentyną.
Po mistrzostwach przeniósł się do Argentyny, do klubu Club Atlético Platense. Rok później wrócił do Urugwaju do klubu Defensor Sporting, z którym zdobył w 1987 drugi w swej karierze tytuł mistrza Urugwaju.
W reprezentacji Urugwaju w latach 1983−1986 rozegrał 7 meczów.